# Thomasomys rhoadsi
Thomasomys rhoadsi är en däggdjursart som beskrevs av Stone 1914. Thomasomys rhoadsi ingår i släktet paramoråttor, och familjen hamsterartade gnagare. IUCN kategoriserar arten globalt som livskraftig. Inga underarter finns listade i Catalogue of Life.
Arten förekommer i Anderna i norra Ecuador. Habitatet utgörs av bergsskogar och ibland besöks det angränsande landskapet Páramo. Individerna är nattaktiva.